# KabelKiosk

Altes Logo von KabelKiosk

Der KabelKiosk ist eine Programm- und Diensteplattform für unabhängige Kabelnetzbetreiber und Betreiber von IP-Netzen. Betreiberin ist seit 2014 die deutsche Tochterfirma M7Deutschland GmbH, Köln, der  in Luxemburg beheimateten M7 Group S.A. Netzbetreiber jeder Größe finden hier derzeit rund 130 deutsche und fremdsprachige Pay-TV-Sender in SD- und HD-Qualität für die eigener DigitalTV-Angebote. Mit Hilfe des KabelKiosk können Netzbetreiber ihr eigenes digitales TV-Angebot zusammenstellen und ihren Endkunden eigenständig anbieten. Die Plattform-Dienste des KabelKiosk nutzen derzeit mehr als 270 unabhängige Kabelnetzbetreiber in Deutschland, Österreich, Luxemburg, Liechtenstein und in der Schweiz. Die technische Reichweite beläuft sich auf mehr als 3,7 Millionen digitale Haushalte.

## Vertriebsmodelle
Für KabelKiosk-Partner gibt es zwei Modelle. Beim Wiederverkäufer-Modell vermarktet der Netzbetreiber eigenständig an seine Kunden. Der KabelKiosk stellt dafür umfassendes Marketing-Material bereit, das dieser zur individuellen Werbung im eigenen Corporate Design nutzen kann. Ein zentrales Kundenmanagementsystem ermöglicht die Kundenverwaltung. Zudem hat der Netzbetreiber Rechtssicherheit bei den relevanten medien- und lizenzrechtlichen Fragen der Programme des KabelKiosk.
Außerdem bietet Eutelsat das sogenannte Durchleitungsmodell an. Auf Basis eines Kooperationsvertrages zwischen Eutelsat und dem Kabelnetzbetreiber können dessen Kunden damit alle Pakete direkt beim KabelKiosk bestellen. Mit dem Durchleitungsmodell stärkt der KabelKiosk insbesondere Netzbetreiber, welche die Vermarktung und Endkundenverwaltung von Eutelsat durchführen lassen möchten. Im Durchleitungsmodell sind nur geringe Investitionen durch den Partner an den Kabelkopfstellen nötig. Das Angebot vermarktet der KabelKiosk direkt an die Endkunden. Damit entfällt das Vermarktungsrisiko auf Seiten des Netzbetreibers bei einer garantierten Umsatzbeteiligung. Kundenverwaltung, Rechnungsstellung, das Inkasso, die Kunden Hotline sowie weitere Dienste, wie etwa die Koordination von Logistik und Lagerhaltung von Receivern und Smartcards übernimmt der KabelKiosk. Kosten entstehen Partnern für Werbung und Marketing nicht.

## HD-Angebote
KabelKiosk bietet zahlreiche deutsche und fremdsprachige Programmpakete an. Mit dem digitalen Paket BasisHD können Netzbetreiber den Übergang vom analogen zum digitalen Kabelfernsehen umsetzen. Dabei müssen Netzbetreiber nicht in ein kostspieliges eigenes Verschlüsselungs- und Abonnenten-Verwaltungssystem (SMS – Subscriber Management System) investieren. Die Netzbetreiber erhalten vom KabelKiosk alle nötigen technischen und logistischen Hilfsmittel, um ihre Endkunden eigenständig zu verwalten.
Das Paket BasisHD enthält 36 digitale Free-TV-Sender in SD-Qualität sowie die 8 Sender RTL HD, Sat.1 HD, Pro 7 HD, VOX HD, Kabel eins HD, sixx HD, RTL II HD und Super RTL HD in HD-Qualität. Dieses Basisangebot steht grundsätzlich allen Kooperationspartnern und interessierten Netzbetreibern offen.
Optional sind weitere HD-Sender zu empfangen. So enthält das Paket FAMILYHD die sechs HD-Programme Spiegel TV Wissen HD, AXN HD, National Geographic Channel HD, Discovery Channel HD und Fuel TV HD sowie 27 Sender verschiedener Genres von Spielfilmen über Wellness bis hin zu Cartoons und Dokumentationen, die teilweise zusätzlich auch in englischer Sprache bereitstehen, in SD-Qualität. Zudem enthält das Paket HD Extra die sechs HD-Programme myZEN.tv HD, Fashion TV HD, Mezzo Live HD, TRACE Urban HD, Fashion One HD und TRACE Sports HD. Eutelsat will sein Angebot schrittweise mit weiteren deutschen und internationalen Pay-TV-Sendern in HDTV Bild- und Tonqualität ausbauen. Derzeit umfasst das HD-Angebot von Eutelsat KabelKiosk damit mehr als 20 Sender.

## Unterhaltungssender
Mit Lifestyle, Doku & News, Music & Emotion sowie HD Extra bietet der KabelKiosk zudem vier Themenbouquets zur Adressierung unterschiedlicher Zielgruppen an. Der Netzbetreiber hat hierbei unterschiedliche Kombinationsmöglichkeiten. Er kann die Themenpakete einzeln vermarkten oder auch als "3Play" in Verbindung mit TV-, Internet- und Telefoniediensten anbieten.
Zum Eutelsat KabelKiosk gehört darüber hinaus mit dem MTV-Tune-Inn-Paket ein Musikangebote für unterschiedliche Stilrichtungen. Es bietet mit den Programmen MTV Rocks, MTV Dance, MTV Hits, VH1 Europe und VH1 Classic eine breite Auswahl von Pop, Soul, R'n'B, HipHop, Club- und Dancemusik, Alternative-Rock bis Metal.

## Fremdsprachenprogramme
Das aktuelle fremdsprachige Angebot im KabelKiosk setzt sich aus mehr als 30 Programmen zusammen, die sich nach Zielgruppen auf die neun Sprachen Türkisch, Russisch, Polnisch, Italienisch, Französisch, Serbisch, Englisch, Portugiesisch und Spanisch aufteilen. Hierzu gehören Deutschland-Premieren wie Mediaset Italia oder Premium-Angebote wie DIGITURK EURO ein Angebot mit dem türkischen Fußballsender LIG TV und Türkmax sowie die Sender von RTVi für die russischsprachige Zielgruppe.

## HbbTV-Portal KabelKiosk choice
Eutelsat hat mit KabelKiosk choice einen Dienst entwickelt, der auf dem HbbTV-Standard basiert und Fernsehen und Internet miteinander verknüpft. So ermöglichen Red-Button-Dienste ohne Medienbruch den intuitiven Einstieg in das Portal. Der Dienst bietet Zuschauern  Zusatzinformationen und Abrufinhalte zum laufenden Programm. KabelKiosk hat für choice zur ANGA Cable 2012 mit „meinFernsehen“ einen erweiterten Programmführer, vereinfachte Integrationsmöglichkeiten für Video-Podcasts und RSS-Feeds sowie Darstellmöglichkeiten für lokale Wetterinformationen und Nachrichten präsentiert. Hinzu kommen die Integration eines Registrierportals, mandantenfähige Verwaltungs- und Managementsysteme, ein HbbTV-Konfigurator sowie ein Monitoring-Tool, das Netzbetreibern die volle Kontrolle über getätigte Transaktionen und Abrufe bietet. Neben On-Demand-Diensten oder Web-Shop-Funktionalitäten eröffnet KabelKiosk so kooperierenden Netzbetreibern vielfältige Möglichkeiten, u. a. für Telemediendienste. Der Dienst ist auf HbbTV-konformen Digitalreceivern verfügbar und soll später auch auf Fernsehgeräten verfügbar sein.
Die Programme des Eutelsat KabelKiosk werden über den Satelliten Eutelsat 9B auf der Orbitalposition 9° Ost den Kabelkopfstationen zugeführt.

## Technische Plattform / Verschlüsselung
Eutelsat tritt für eine technische Plattform mit Verschlüsselung ein. Insbesondere hinsichtlich der Digital-Receiver, die für den Empfang der digitalen Programme des KabelKiosks notwendig sind. Auf Wunsch seiner Partner aus der Kabel- und Wohnungswirtschaft verschlüsselt Eutelsat in Conax und NDS. Eutelsat empfiehlt grundsätzlich den Einsatz von Digital-Receivern mit einem oder mehreren CI+-Einschüben.
Eutelsat KabelKiosk bietet Common-Interface-Plus-Module (CI+) für den digitalen TV-Empfang von NDS verschlüsselten Inhalten an. Ebenfalls erhältlich sind CI+-Module für die Entschlüsselung von Conax. Mit diesen CI+-Modulen können Kunden verschlüsselte digitale Programme in SD- und HD-Qualität direkt über einen geeigneten Fernseher mit integriertem DVB-C-Tuner und einer CI+-Schnittstelle sehen.
Anfang November 2013 verließen die SD-Programme beider großen deutschen Fernsehketten den KabelKiosk, da ihnen das Bundeskartellamt eine verschlüsselte Ausstrahlung dieser verboten hat. Auch einige andere Sender verließen zu der Zeit ebenfalls den KabelKiosk. Gleichzeitig wurden die meisten anderen Free-TV-Sender unverschlüsselt aufgeschaltet (11.785 MHz, horizontal, 27.500 kSymbole, FEC 2/3, DVB-S2 8PSK). Damit können diese Sender nun auch in weiten Teilen des Nahen Ostens, Nordskandinavien und Russland (sofern der Satellit in Sichtweite ist) empfangen werden.